# 假牛鞭草属
假牛鞭草属（学名：Parapholis）是禾本科下的一个属。该属共有4种，分布于温带地区。

## 下属物种
- 假牛鞭草 Parapholis incurva (Linn. ) C. E. Hubb.